# کلرکینالدول
کلرکینالدول (به انگلیسی: Chlorquinaldol) با فرمول شیمیایی C۱۰H۷Cl۲NO یک ترکیب شیمیایی با شناسه پاب‌کم ۶۳۰۱ است. که جرم مولی آن ۲۲۸٫۰۷ g/mol می‌باشد. 